# 僕らはあの空の下で
『僕らはあの空の下で』（ぼくらはあのそらのしたで）は、2009年の日本の青春映画。

## キャスト
- 神崎浩紀：古川雄大
- 沢田修：細貝圭
- 吉永直：永岡卓也
- 山本鉄平：佐藤永典
- 菅原先生：矢柴俊博
- 石井友樹
- 入江麻友子

## スタッフ
- 監督：平林克理
- 脚本：平林克理、吉井真奈美
- 助監督：関谷崇
- 撮影：鈴木慎二
- 美術：鈴木千奈
- 照明：蒔苗友一郎
- 録音：小林武史
- 製作：日本出版販売、ポニーキャニオン、ホロニック、ダブ

## 挿入歌
- 「Starting Days」古川雄大